# ФК Слога Југомагнат
Фудбалски клуб Слога Југомагнат је био фудбалски клуб из Скопља у Северној Македонији.
Клуб је основан 1927. године под именом ФК Зафер, које је 1945. променио у Слога Скопље. По оснивању самосталне државе Северне Македоније и формирању Прве лиге Македоније 1992., чији је постала члан, поново мења име и постаје Слога Југомагнат.
Своје утакмице је играо на стадиону Чаир у Скопљу, који може да прими 6.000 гледалаца. Боја дресова је била голубије плава па су их зато и звали Голуби.
Слога је била 13 година у Првој лиги и постигла је значајне резултате у македонском фудбалу. Освојила је по три трофеја у првенству и купу, а била је и пет пута финалиста купа. Те победе су јој донеле учешће у Лиги шампиона (три сезоне), у Купу победника купова (2 сезоне) и УЕФА купу (2 сезоне).
Клуб је расформиран 2009. године.

## Трофеји
Прва лига Македоније (3)
- 1998/99, 1999/00, 2000/01.

Куп Македоније: (3)
- 1995/96, 1999/00, 2003/04.

## ФК Слога Југомагнат у европским такмичењима
| Сезона   | Такмичење            | Коло       | Држава          | Клуб                | Резултат |
| -------- | -------------------- | ---------- | --------------- | ------------------- | -------- |
| 1996/97  | Куп победника купова | кв         | Мађарска        | ФК Хонвед           | 0-1, 0-1 |
| 1997/98  | Куп победника купова | кв         | Хрватска        | НК Загреб           | 1-2, 0-2 |
| 1998/99  | УЕФА куп             | 1 коло кв. | Румунија        | ФК Оцелул Галаци    | 0-3, 1-1 |
| 1999/00. | Лига шампиона        | 1 коло кв  | Азербејџан      | ФК Капаз            | 1-0, 1-2 |
|          |                      | 2 коло кв  | Данска          | ФК Брондби          | 0-1, 0-1 |
| 2000/01  | Лига шампиона        | 1 коло кв. | Република Ирска | ФК Шелбурн          | 0-1, 1-1 |
| 2001/02  | Лига шампиона        | 1 коло кв. | Литванија       | ФК Каунас           | 0-0, 1-1 |
|          |                      | 2 коло кв. | Румунија        | Стеауа Букурешт     | 0-3, 1-2 |
| 2004/05  | УЕФА куп             | 1 коло кв. | Кипар           | ФК Омонија Никозија | 0-4, 1-4 |